# Dariusz Szczubiał
Dariusz Szczubiał, né le 5 septembre 1957, à Zabrze, en Pologne, est un joueur et entraîneur de basket-ball polonais. Il évolue au poste d'arrière.

## Palmarès
- Coupe de Pologne 1983